# Xanthoparmelia lipochlorochroa
Xanthoparmelia lipochlorochroa är en lavart som beskrevs av Hale & Elix. Xanthoparmelia lipochlorochroa ingår i släktet Xanthoparmelia och familjen Parmeliaceae.   Inga underarter finns listade i Catalogue of Life.